# Friedrich Kriehuber

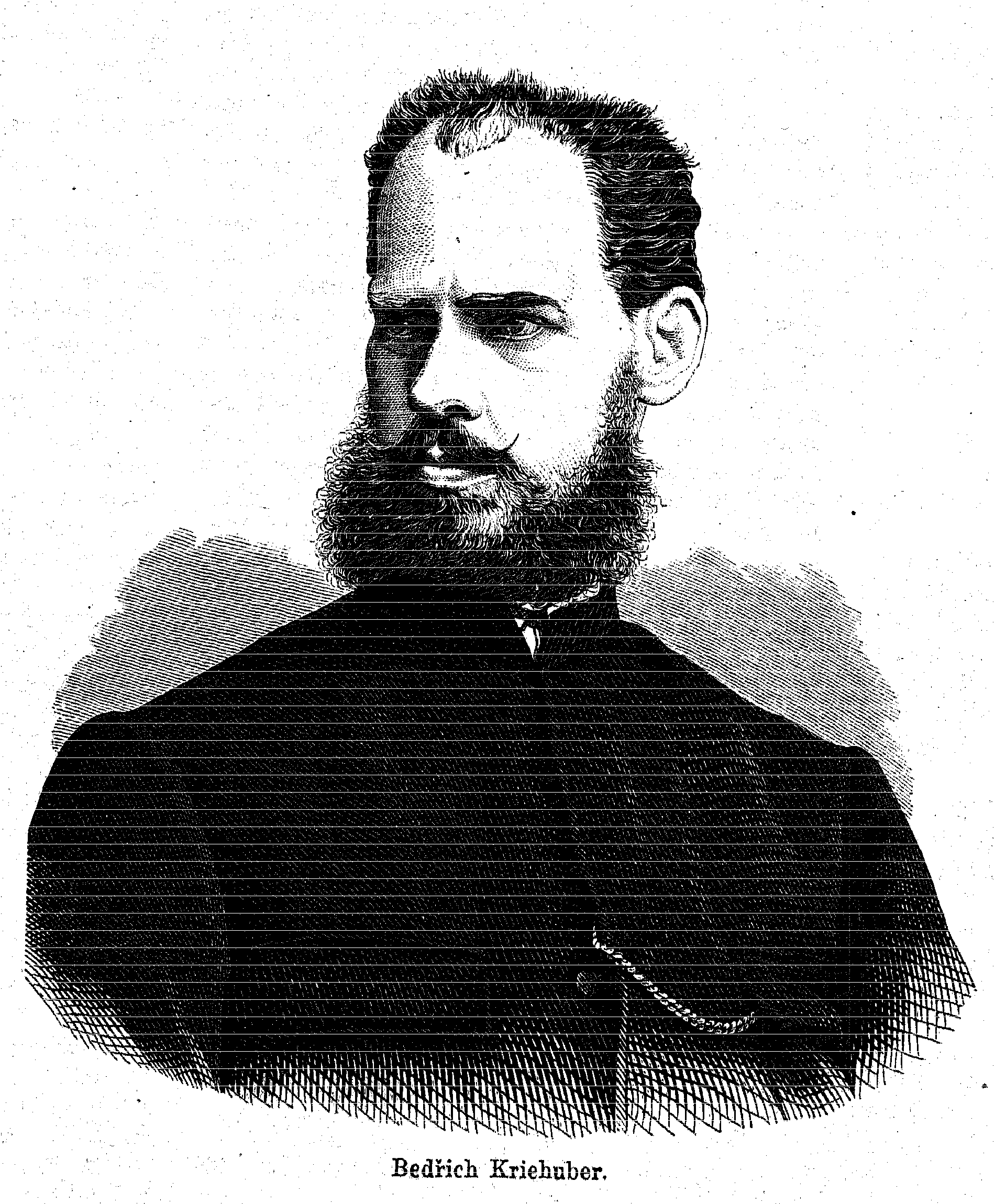
Supuesto autorretrato (de la revista Světozor, 3 de noviembre de 1871)

Friedrich Kriehuber (a veces Bedřich o Fritz Kriehuber; 7 de junio de 1834 en Viena-12 de octubre de 1871 en Viena) fue un dibujante, litógrafo y xilógrafo austríaco.

## Biografía
Era hijo de Josef Kriehuber, un conocido pintor retratista y litógrafo. Empezando en 1848, asistió a la Academia de Bellas Artes de Viena. Inicialmente, era pintor de paisajes pero luego se dedicó a los retratos y, como empleado de su padre, a la litografía.
Muchas de sus obras fueron publicadas por Eduard Hallberger como ilustraciones para la revista Über Land und Meer (Sobre la Tierra y el Mar). Un año después de la muerte de Kriehuber, algunas de sus litografías aparecieron en Das jahr 1848. Geschichte der Wiener revolution (una historia en dos volúmenes del alzamiento vienés) por Heinrich Reschauer y Moritz Smetazko, conocido como "Moritz Smets" (1828-1890).
Padeció de problemas de salud crónicos por la mayor parte de su vida y murió de desorden pulmonar en el Instituto Austriaco de Hidroterapia, poco después de ser nombrado Profesor en al Academia Militar Teresiana.

## Litografía seleccionadas

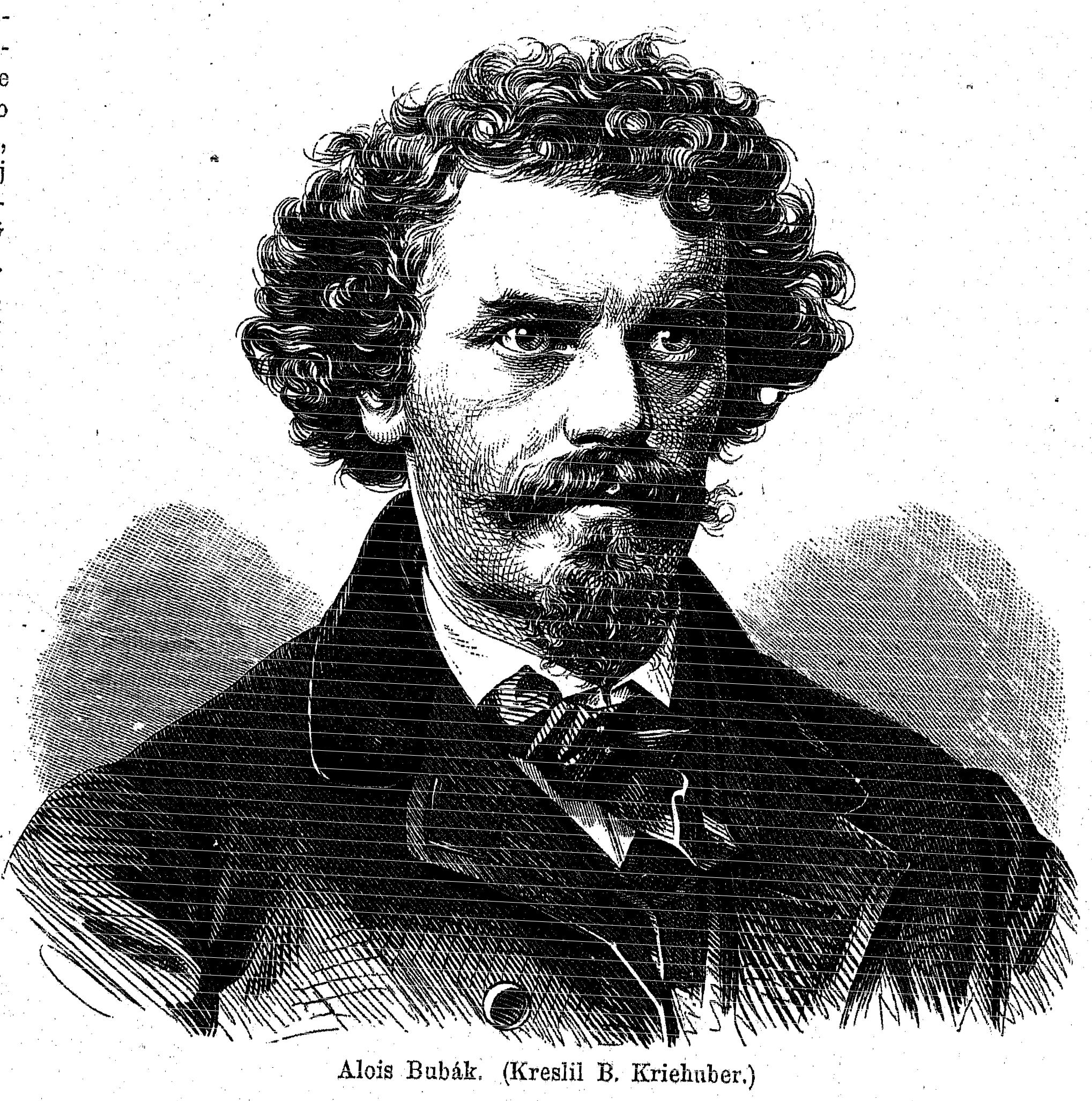
Alois Bubák
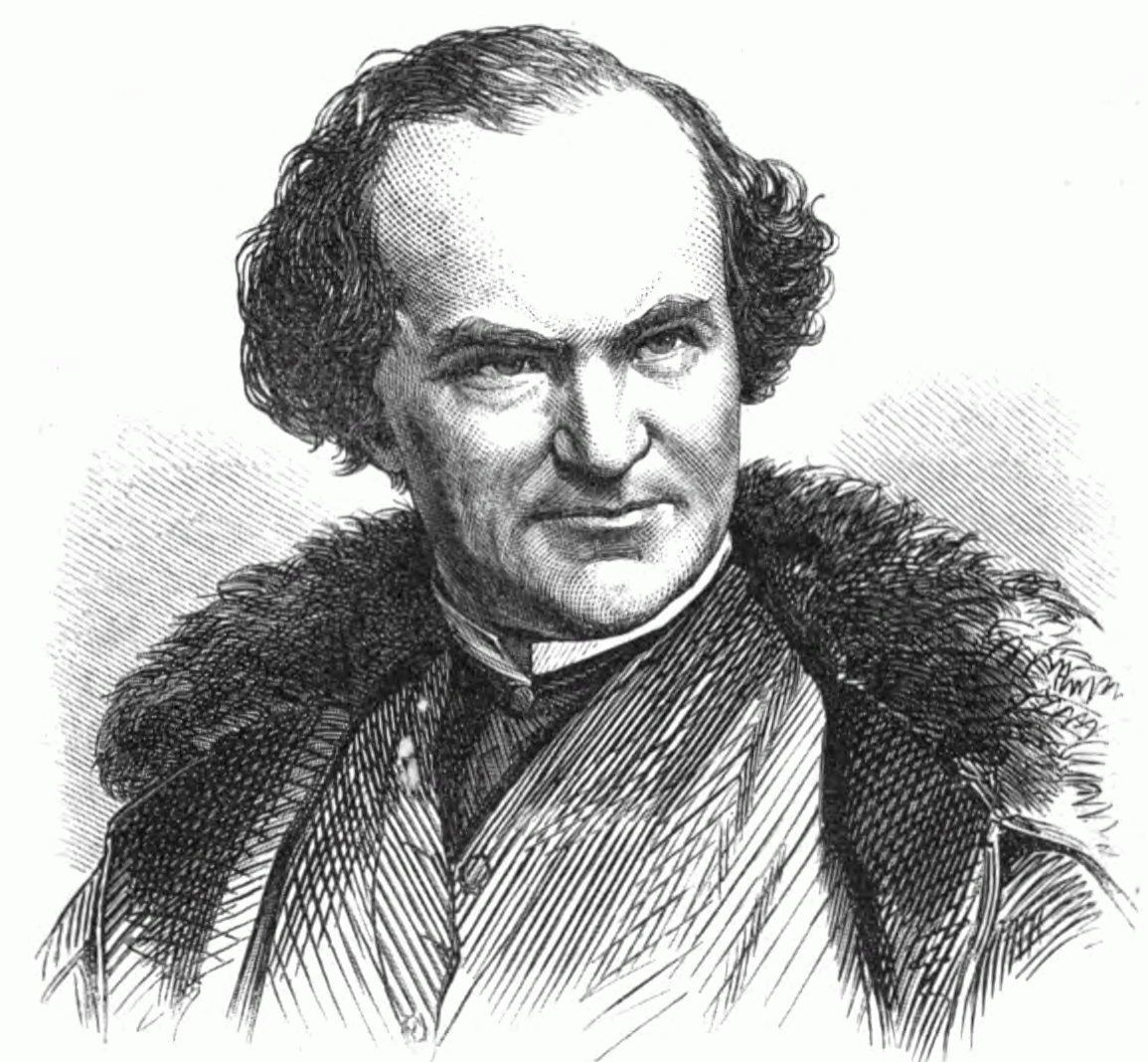
Bogumil Dawison
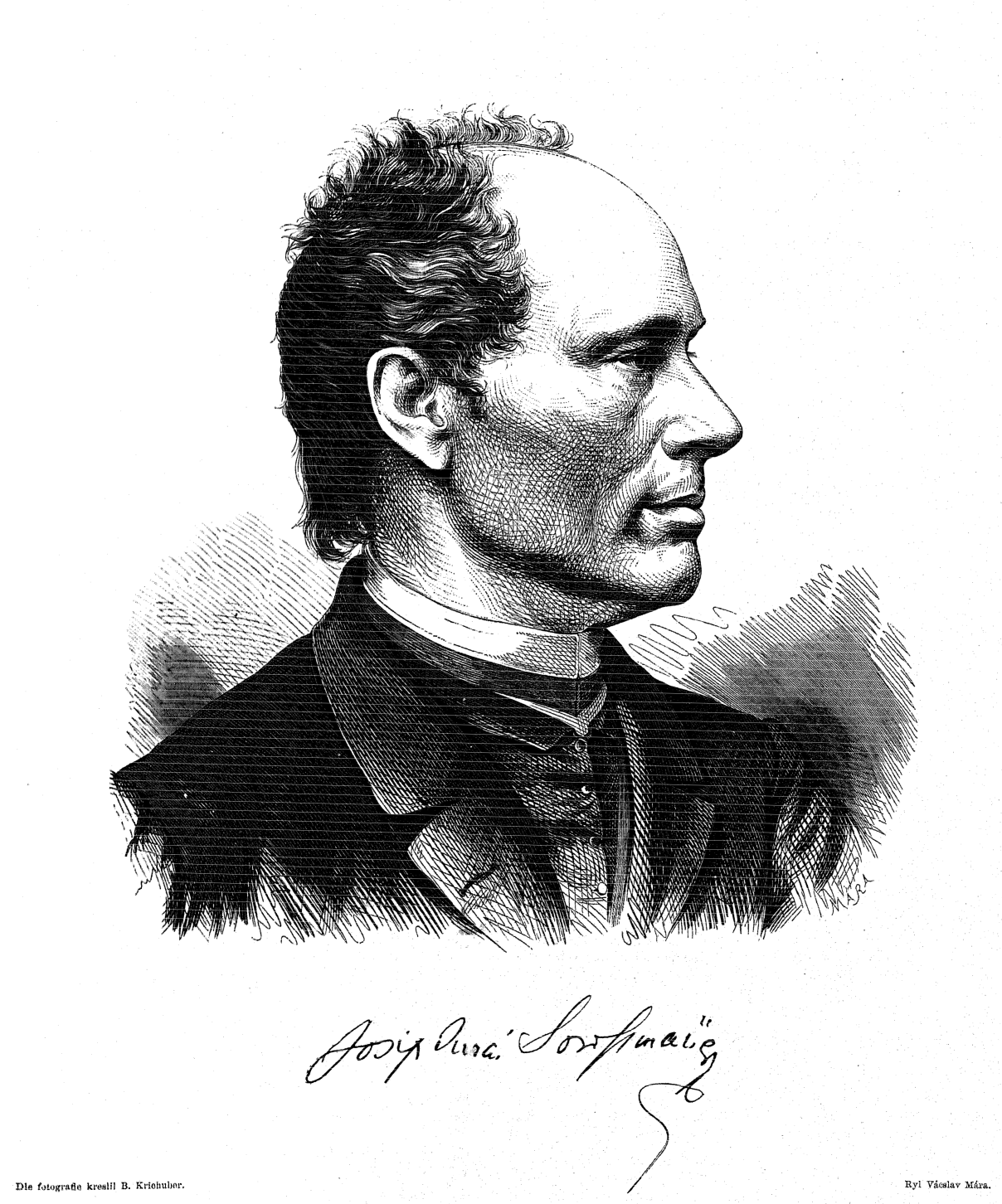
Josip Juraj Strossmayer
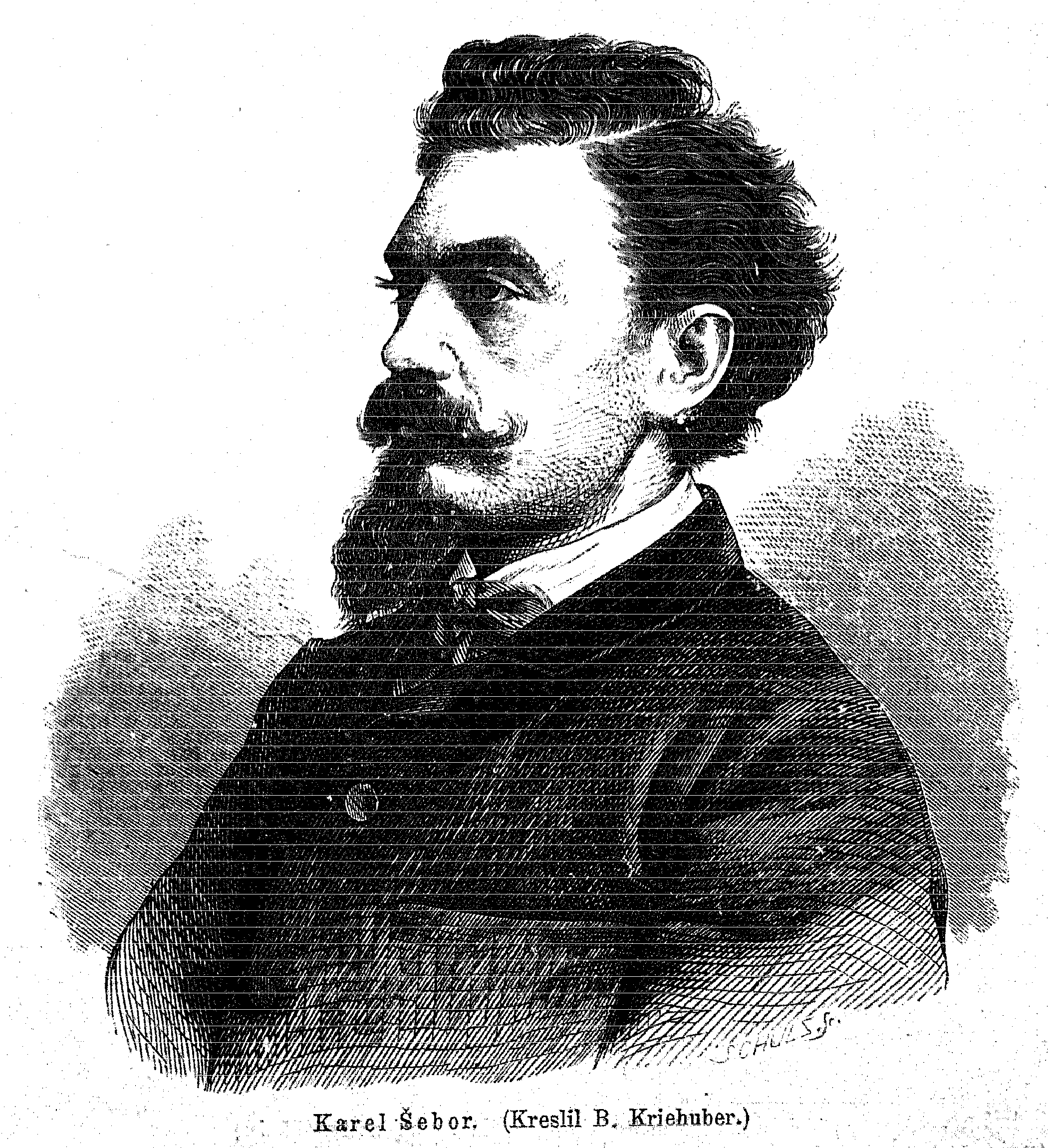
Karel Šebor
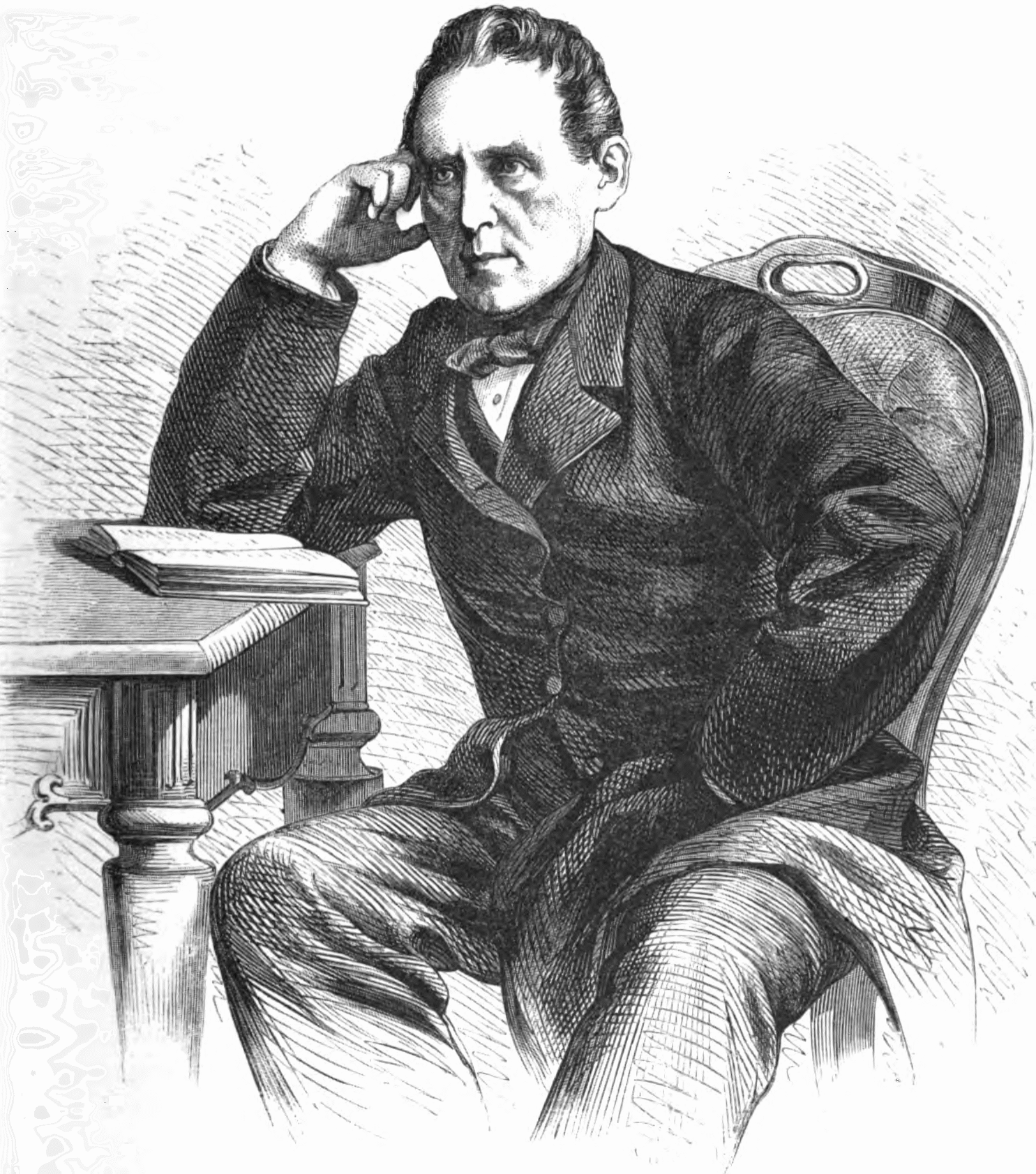
Janez Bleiweis